# Marilou Berry
Marilou Berry, född 1 februari 1983, är en fransk skådespelerska. Hon är dotter till Josiane Balasko och Philippe Berry.

## Filmografi
- 2004 – La Premiere fois que j'ai eu 20 ans
- 2004 – Se mig